# Горан Гргић
Горан Гргић (Осијек, 17. новембар 1965) je хрватски глумац. Дипломирао је на загребачкој Академији драмских уметности 1990. године и одмах је добио посао у загребачком позоришту Гавела. Ради и у другим позориштима.
Познат је по својим, како филмским, тако и серијским улогама. Популарност је стекао у серији Луда кућа, као Зденко Володек, а можда му је најпознатија улога загребачког мафијаша Дина Љубаса у серији Добре намјере.